# Sutoro
Sutoro (siríaco: ܡܟܬܒܐ ܕܣܘܬܪܐ ܣܘܪܝܝܐ, Mawtbo d'Sutoro Suryoyo; árabe: سوتورو) es una milicia siríaca de la gobernación siria de Al-Hasakah. Es el ala de seguridad del Partido de la Unión Siríaca en Siria (SUP en sus siglas en inglés). Las unidades de Sutoro se organizaron por primera vez en la ciudad de al-Qahtaniyah (Qabre Hewore), y poco después en las ciudades de Al Malikiya (Dayrik) y Qamishli (Qameshlo / Bet Zalin).
Mientras que las ramas en Qahtaniyah y Malikiyah están bajo el control completo del Partido de la Unión Siríaca y colaboran estrechamente con grupos kurdos, la rama Qamishli esta totalmente separado del SUP y está estrechamente alineada con el gobierno sirio.

## Cooperación con los Grupos Armados Kurdos
El Partido de la Unión Siríaca mantiene relaciones cordiales y amistosas con sus vecinos kurdos, y fue una de las numerosas organizaciones que se unió al Partido de la Unión Democrática Kurda (PYD) en el establecimiento de una administración formal de autogobierno en tres zonas del norte de Siria a menudo informalmente llamado Kurdistán Occidental o Rojava. Siguiendo esta política, el Sutoro ha buscado alinearse con las Unidades de Protección Popular kurdas (YPG) desde una etapa temprana.
Pese a las sospechas iniciales de las milicias kurdas, que querían que las unidades de Sutoro fuesen desarmadas o que sus miembros se uniesen a las milicias kurdas, finalmente Sutoro fue aceptado como aliado de estas.
Actualmente opera junto a las fuerzas de policía y de seguridad kurdas Asayish, dotando de material y hombres los puestos de control conjuntos y patrullando los barrios en conjunto, mientras que su homólogo paramilitar, el Consejo Militar Siríaco (MFS-CMS), se unió formalmente a las filas de las Unidades de Protección Popular en enero de 2013.

## Sutoro de Qamishli
En febrero de 2013, la rama Sutoro de Qamishli inició operaciones abiertas en el barrio cristiano de Wusta, que está situado cerca del centro de la ciudad y cuenta con una mayoría asirio-siríaca con una significativa minoría armenia.
A pesar de que fue organizada inicialmente por el Partido del Unión siríaca (al igual que las sucursales en Qahtaniyah y Malikiyah), la milicia de Qamishli fue posteriormente puesto bajo el control de un llamado "comité de paz" compuesta por varias organizaciones cristianas de la ciudad.
El Partido de la Unión Siríaca pronto perdió prácticamente toda influencia en este grupo, que llegó a ser visto por muchos miembros de SUP como una entidad controlada por agentes del gobierno sirio.
A finales de 2013, la división entre la rama de esta ciudad y el resto de la Sutoro se hizo evidente. Cambiando la transliteración de su nombre a "Sootoro" (alternativamente se refiere a sí misma como la "Oficina de Protección Siríaca"), la milicia en Qamishli adoptó un escudo completamente diferente y comenzó a afirmar abiertamente una identidad separada. En noviembre, la oficina de prensa del Sootoro de Qamishli declaró que opera exclusivamente en la ciudad de Qamishli y no había formado sucursales en cualquier otro lugar, acusando a las otras ramas del Sutoro de haberse apropiado de su nombre. En diciembre, el grupo negó explícitamente cualquier conexión con el Partido de la Unión Siríaca en sus comunicados de prensa.
A pesar de que sigue reclamando oficialmente la neutralidad, el Sootoro se ha convertido efectivamente en una milicia pro-gubernamental. Los miembros del grupo se muestran con frecuencia junto a las banderas del gobierno y retratos de Bashar al-Assad en los medios de comunicación, y las banderas que llevan su logotipo distintivo se han visto en las manifestaciones pro-Assad en el sector de la ciudad controlada por el gobierno.
Qamishli es uno de los últimos lugares en el noreste, donde las fuerzas del gobierno, después de haber sido expulsadas de la mayor parte de la gobernación de al-Hasakah ya sea por grupos rebeldes o por las fuerzas kurdas autonomistas de las Unidades de Protección Popular, todavía mantienen cierta presencia. Los kurdos controlan la mayor parte de Qamishli, mientras que las fuerzas leales permanecen en algunos distritos de mayoría árabe en el sur, partes del centro de la ciudad, el cruce fronterizo a Turquía, el Aeropuerto de Qamishli, y una base del ejército en las afueras del sur. La afirmación del control sobre la milicia leal Sootoro ha sido identificado como un esfuerzo potencial por el gobierno para fortalecer su posición en la ciudad, ampliando y consolidando sus posesiones territoriales reducidas.

## Enlaces
Traducción de Sutoro
- Datos: Q15267571